# Atelopus pulcher
Espèce
Synonymes
- Phryniscus pulcher Boulenger, 1882

Statut de conservation UICN

 VU  : Vulnérable
Atelopus pulcher est une espèce d'amphibiens de la famille des Bufonidae.

## Répartition
Cette espèce est endémique du Pérou. Elle se rencontre dans les régions de San Martín et de Loreto entre 600 et 900 m d'altitude dans le bassin supérieur du Río Huallaga.
Sa présence en Équateur est incertaine.

## Publication originale
- Boulenger, 1882 : Catalogue of the Batrachia Salientia s. Ecaudata in the collection of the British Museum, ed. 2, p. 1-503 (texte intégral).